# ノーヴィ・ディ・モーデナ
ノーヴィ・ディ・モーデナ（伊: Novi di Modena）は、イタリア共和国エミリア＝ロマーニャ州モデナ県にある、人口約10,000人の基礎自治体（コムーネ）。

## 地理

### 位置・広がり

#### 隣接コムーネ
隣接するコムーネは以下の通り。括弧内のMNはマントヴァ県、REはレッジョ・エミリア県所属を示す。
- カルピ
- カヴェッツォ
- コンコルディア・スッラ・セッキア
- モーリア (MN)
- ローロ (RE)
- サン・ポッシドーニオ

### 気候分類・地震分類
ノーヴィ・ディ・モーデナにおけるイタリアの気候分類 (it) および度日は、zona E, 2197 GGである。
また、イタリアの地震リスク階級 (it) では、zona 3 (sismicità bassa) に分類される。

## 行政

### 分離集落
ノーヴィ・ディ・モーデナには、以下の分離集落（フラツィオーネ）がある。
- Rovereto sulla Secchia, Sant'Antonio in Mercadello